# Kloster Marienborn (Hürth-Burbach)

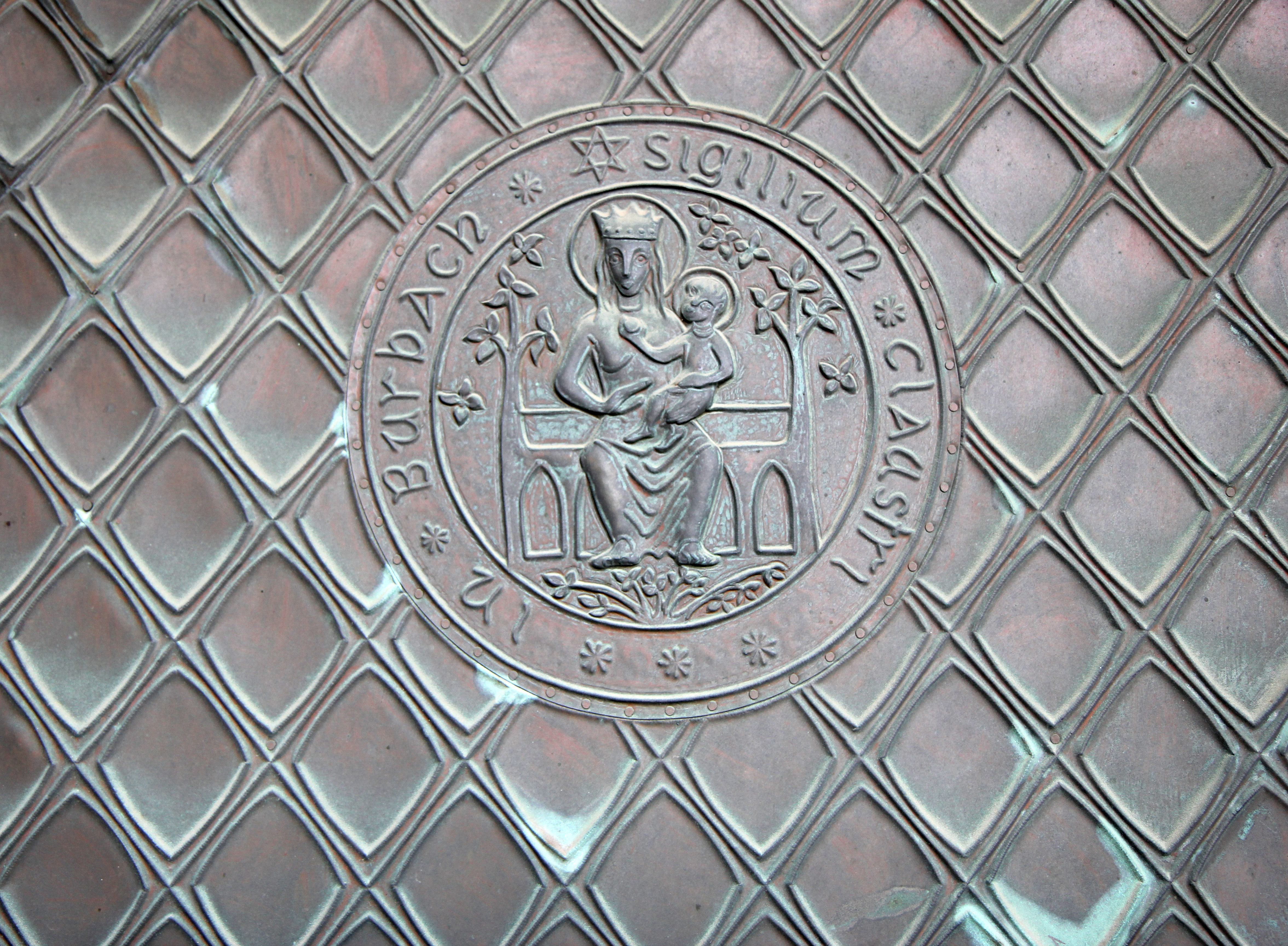
Siegel des Klosters Marienborn-Burbach

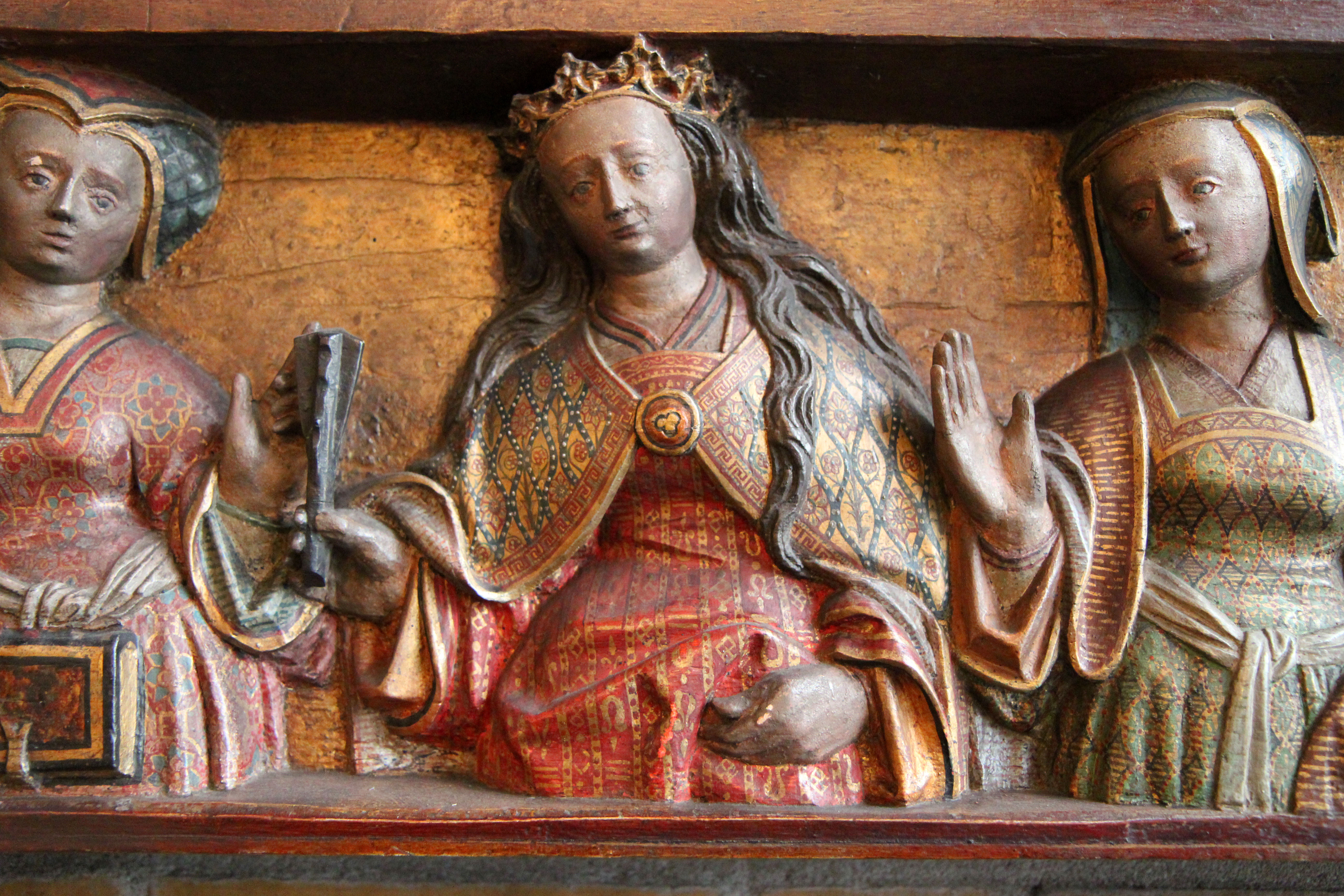
Ursula-Fries 15. Jahrhundert aus dem Kloster Marienborn

Die in der Nähe des heutigen Alstädten-Burbach unweit des Otto-Maigler-Sees gelegenen Ländereien des ehemaligen Zisterzienserinnen-Klosters Marienborn (ad fontem sanctae Mariae) wurden durch Guderadis, der wohlhabenden Witwe des Kölner Patriziers Hartmann von Geyr, 1233 gestiftet. 1236 gründete sich dort der Konvent des neuen Klosters Marienborn.

## Gründung

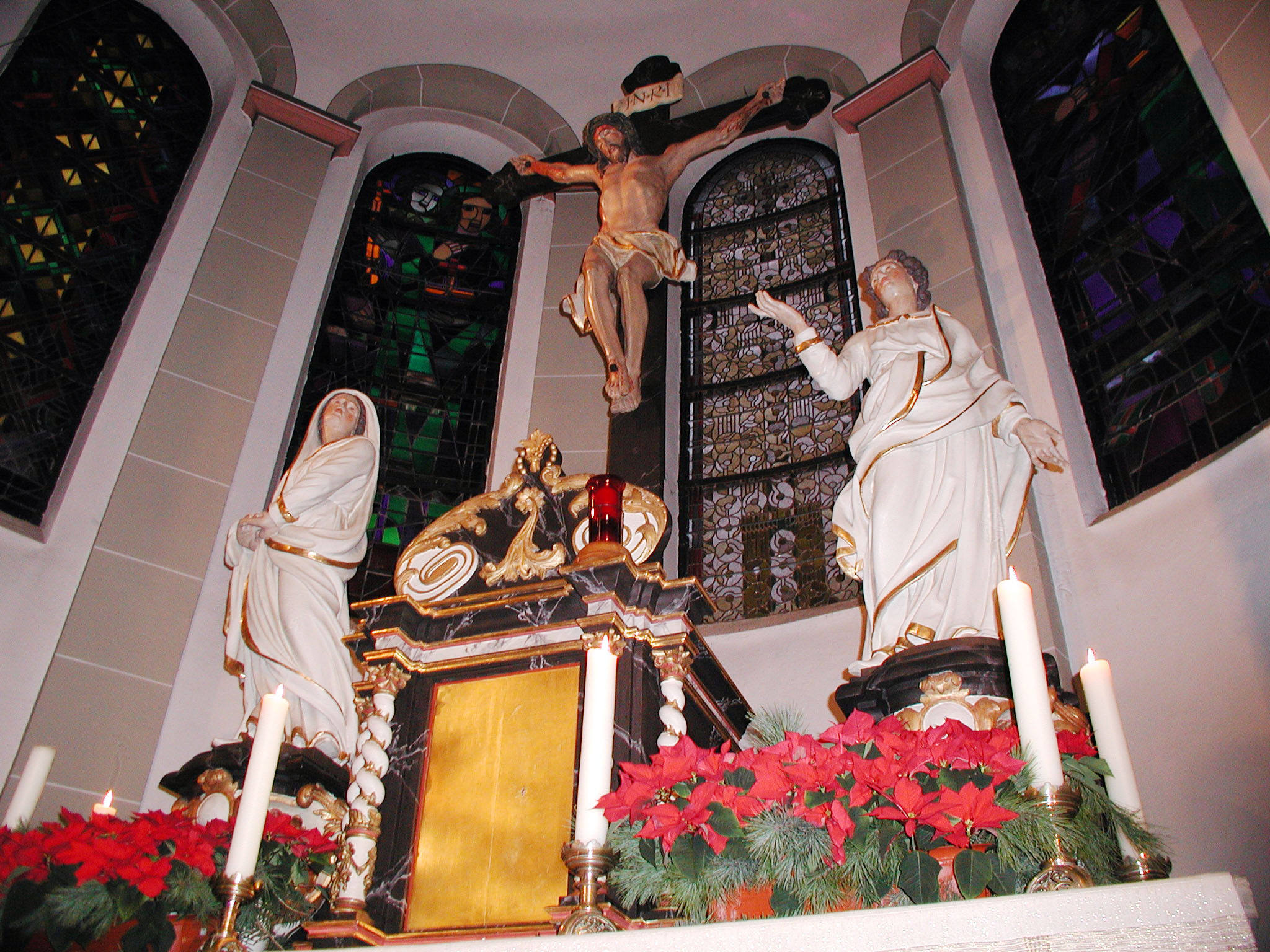
Kreuzgruppe des ehemaligen Klosters

Aus dem Kölner Kloster Mariengarten siedelten um 1236 etwa die Hälfte der Konventualinnen des „überbelegten“ Konvents, 31 Klosterfrauen, in die Neugründung über. Zugleich erhielt Marienborn die Hälfte von dessen Gütern. Dazu kamen die Stiftungen von Guderadis. Dabei funktionierte Mariengarten nicht als Mutterkloster, sondern beide Klöster waren gleichberechtigt unter der Aufsicht von Kloster Kamp. Dennoch fand in der Folge oft ein Austausch an Nonnen und Äbtissinnen zwischen den Klöstern statt.
Kloster Marienborn besaß schon seit dem späten Mittelalter ein technisch gut entwickeltes Wasserversorgungssystem. Man hatte die Quellläufe des Burbachs im ehemaligen Sumpfgebiet gefasst und schuf damit die Grundlagen für Bewässerung und Energiegewinnung. Die Spuren dieser „Wasserkunst“, ein beredtes Zeugnis klösterlicher Wasserversorgung, finden sich heute nur noch auf alten Karten wieder, hat sich doch durch die industriell bedingten Eingriffe in die Natur (→ Braunkohle in Hürth) das ursprüngliche Gelände wesentlich verändert. Am Kloster gab es ein Wasserreservoir, eine Getreide- und eine Ölmühle, dazu die übliche Land- und Viehwirtschaft. Eine Getreidemühle hatte bereits von alters her  bestanden, die zur Hälfte dem Kloster St. Mechtern (heute Köln-Ehrenfeld) gehörte. Dies gab seinen Anteil 1238 ans neue Kloster ab.
Damit konnten die Zisterzienserinnen alles, was sie für ihre grundlegenden Bedürfnisse brauchten, selbst herstellen und ein Leben ohne weltliche Störung führen.
Es folgten im Lauf der Jahre verschiedene große Schenkungen und Zuwendungen von Höfen, Grundstücken, Renten und Naturalien. Kloster Marienborn wurde über Jahrhunderte bis zu seiner Aufhebung in der Zeit der Säkularisation zum reichsten Grundbesitzer der Gegend.

## Charta caritatis
Neben den in regulärem Turnus stattfindenden Visitationen bestimmte die Satzung der Zisterzienser (die Charta Caritatis), die geistliche Betreuung eines Frauenkonvents (Konventualinnen) durch den Abt eines nahegelegenen Mönchsklosters auszuüben (Vaterabt oder Weisungsabt) die Klosterführung, da es Frauen in der katholischen Kirche nicht erlaubt ist, geistliche Funktionen auszuüben. Zu den Aufgaben des Vaterabts gehörten nach den Beschlüssen des Generalkapitels des Ordens auch jährliche Überprüfungen sowie die Leitung der Äbtissinnenwahl oder die Bestellung der Beichtväter. Auch hinsichtlich der Wirtschaftsführung war Rechenschaft abzulegen. Für Marienborn geschah dies durch das Kloster Kamp.

## Zeit der Gegenreformation
In Folge und als Lehre des Trienter Konzils im Jahr 1542–63 bemühte sich die katholische Kirche, auf die Reformation Antworten zu finden. Das Ausbildungsniveau und Ansehen des Klerus sollte durch geeignete Maßnahmen wie flächendeckende Visitationen der kirchlichen Institutionen wieder angehoben werden.
Die Konventsführungen wurden einer Wirtschaftsprüfung unterzogen, die Ordensschwestern wurden auf Gläubigkeit und Religiosität, Lebensführung (Schmuck, weltliche Kleidung) und Pflichterfüllung hin überprüft.
So ist überliefert, dass auch im Erzstift Köln 1569 verstärkt Kontrollmaßnahmen auf Drängen des Papstes unter dem Kölner Fürstbischof Salentin von Isenburg (1567–77) eingeführt wurden. Eine Kommission, die aus dem Kölner Weihbischof, kirchlichen Räten und Mitgliedern des Domkapitels bestand, visitierte auch die Zisterzienserinnenklöster Benden in Brühl-Heide (17. Juni 1569) und Marienborn, Burbach, (9. August 1569).

## Besitztümer
1763, unter der Ägide der Äbtissin Anna Gertrud Dautzenberg, waren laut Hauptbuch des Klosters große Güter mit mehr als 1400 Morgen Land als Eigentum des Ordens verzeichnet.

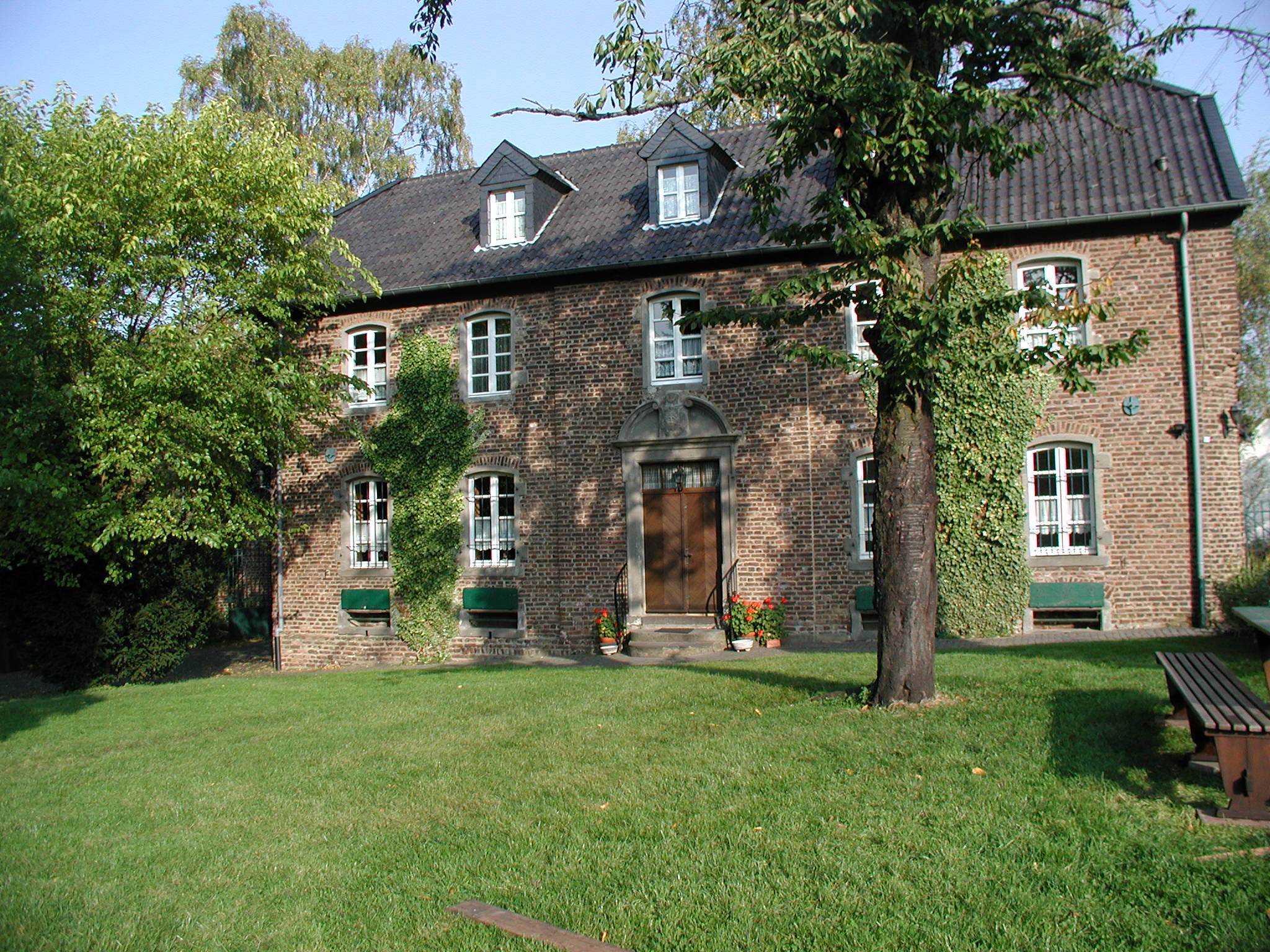
Äbtissinnenhaus, Kloster Burbach

Genannt werden Besitztümer, unter anderem Ländereien um das Kloster nach Berrenrath zu mit 434 Morgen, 3 Viertel Busch oberhalb Berrenraths mit 149 Morgen, der Stumbshof zu Berrenrath mit 245 Morgen, ein Hof zu Berzdorf mit 316 Morgen, ein Hof zu Brühl, Burbacherhof genannt, mit 72 Morgen, der Kirch-Hof zu Frechen mit 63 Morgen, Ländereien in Königsdorf mit 26 Morgen, Ländereien zu Erp mit 23 Morgen, Ländereien in der Herrschaft Hürth mit 36 Morgen und auf der Hürther Heide mit 17 Morgen, dazu in Gymnich 10 Morgen, die so genannten Burbacher Güter zu Kessenich mit 6 Morgen, Güter zu Bornheim mit einem Morgen und Güter zu Brenich mit 20 Morgen usw. Besonders wichtig war der Klosterhof zu Köln, der kleine Ringenphuhl bei St. Mauritius, auch Burbacher Hof genannt, der dem Kloster vor allem zur Vermarktung seiner Überschüsse und zum Einkauf von sonstigen benötigten Dingen in der wichtigsten Handelsmetropole, Köln, diente. Alle regionalen Klöster hatten dort solche Höfe.
So umfasste der Grundbesitz nach heutigen Maßen etwa 3,5 km².
Die in dem Verzeichnis aufgeführten noch heute erhaltenen Hofgebäude der ehemaligen Klostermahlmühle gehörten zu dem Ökonomiebetrieb des Klosters selbst. Aus diesem Grunde waren sie von Schatz und Steuern frei.

## Säkularisation
Vor rund 200 Jahren veränderte die Säkularisation auch den deutschen Westen. Nach den napoleonischen Kriegen gingen Gebäude, Ländereien und Vermögen der Klöster und Bistümer in staatlichen Besitz über. Die Auswirkungen dieser Maßnahmen reichen bis zum heutigen Tag. Konnten die meist leer stehenden Gebäude keiner neuen wirtschaftlichen Nutzung zugeführt werden, wurden sie in der Regel abgerissen. Auch Kloster Marienborn war von der Aufhebung geistlicher Einrichtungen und der Übernahme kirchlichen Eigentums betroffen.

## Rekonstruktion

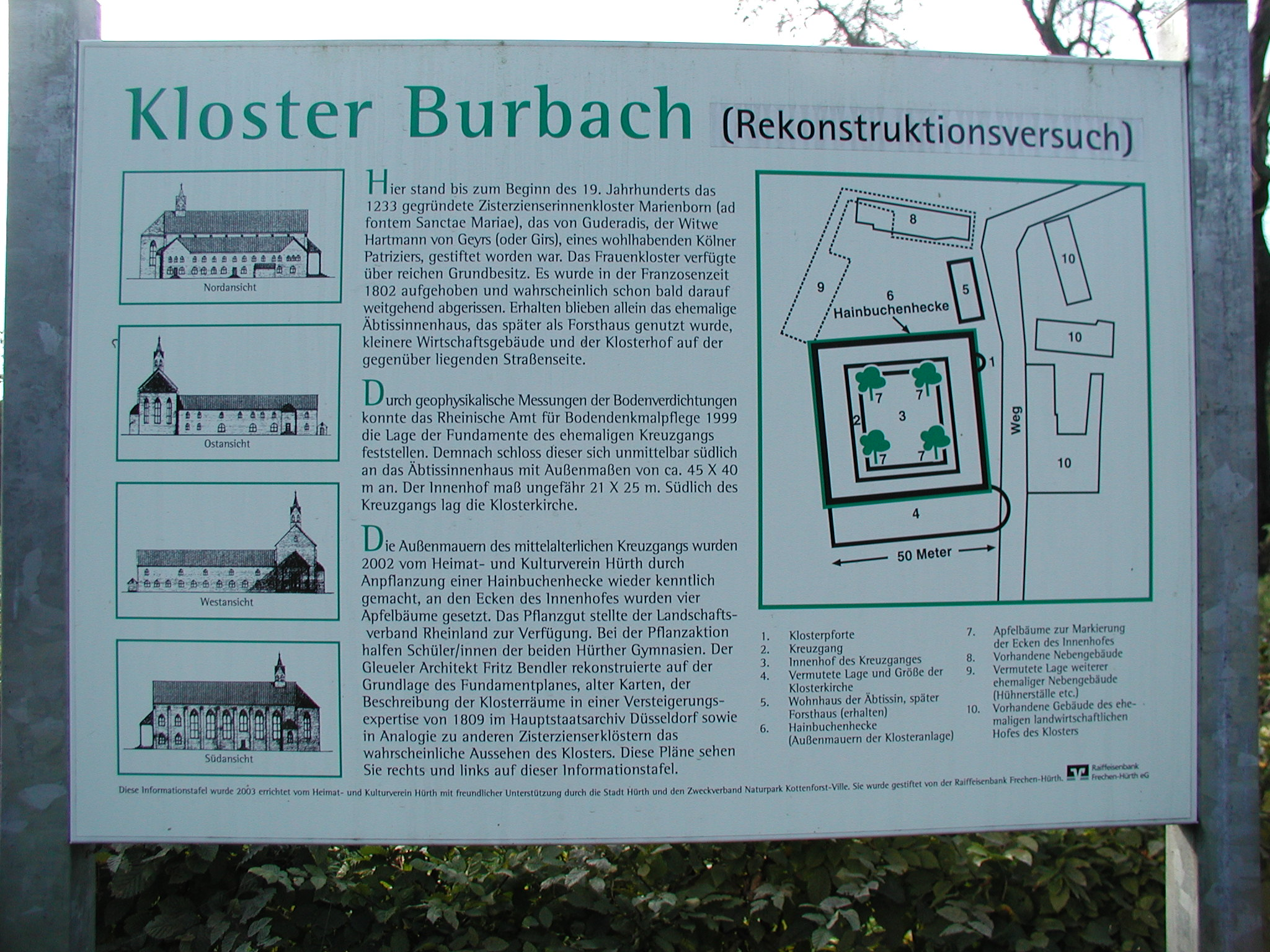
Schautafel

Auf Grund spezieller Verfahren (geophysikalische Messungen der Bodenverdichtung) konnte die Anlage des Klosters in etwa rekonstruiert werden. Man lokalisierte die Lage der Fundamente des klösterlichen Kreuzgangs. Neben diesem befand sich das Äbtissinnenhaus mit Außenmaßen von 40 × 45 m. Südlich davon stand die Klosterkirche. Der Innenhof der Anlage maß ca. 21 × 25 m.

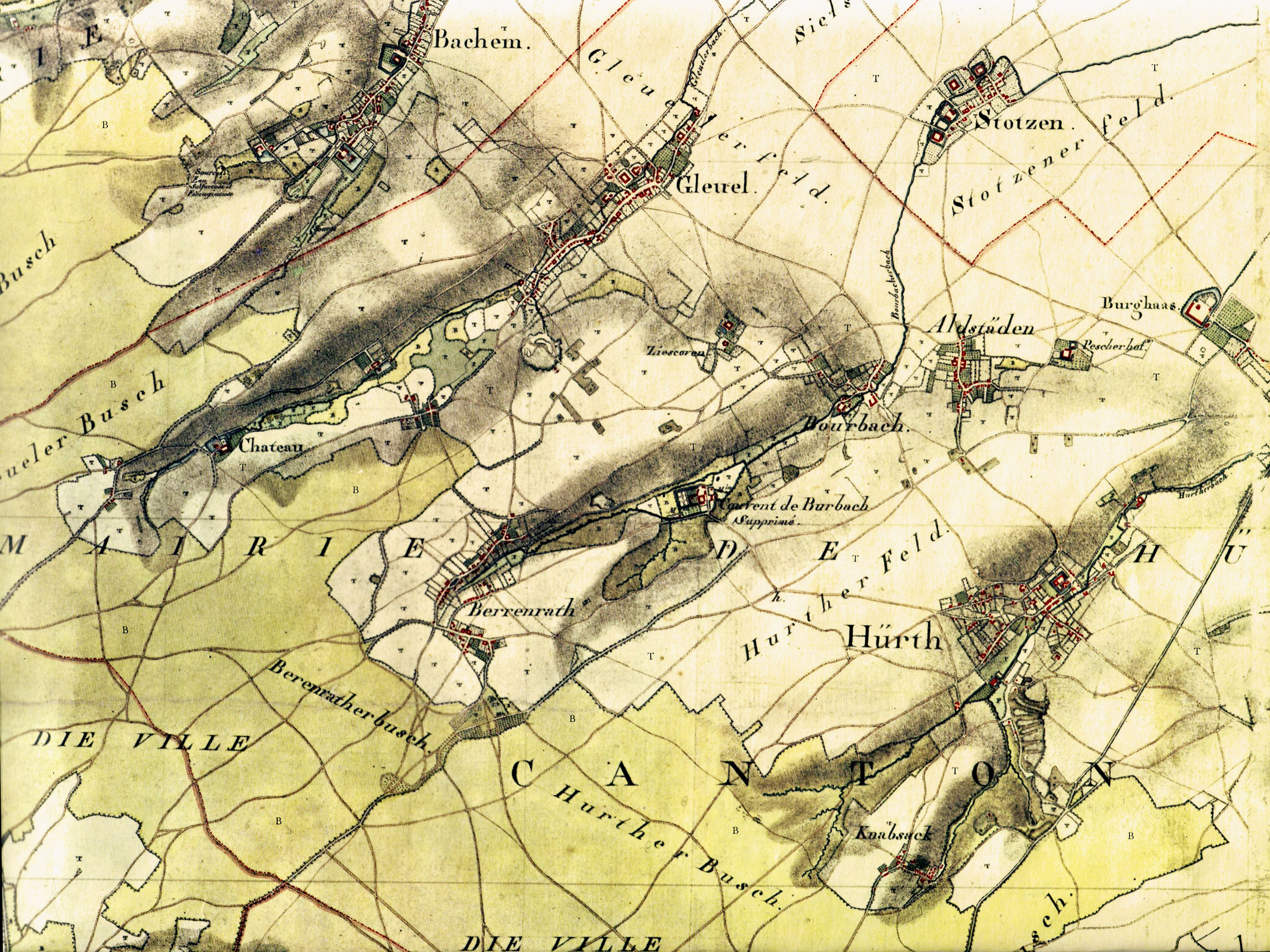
Kloster Burbach kurz nach der Aufhebung

Auf der Grundlage alter Karten, der wieder sichtbar gemachten Fundamentgrundrisse, vergleichender Studien anderer Zisterzienserklöster und der Auswertung einer Beschreibung der Klosterräumlichkeiten in einer erhaltenen Versteigerungsexpertise aus dem Jahr 1809 wurde durch den Architekten Fritz Bendler aus Gleuel eine Rekonstruktion der Klosteranlage erarbeitet.

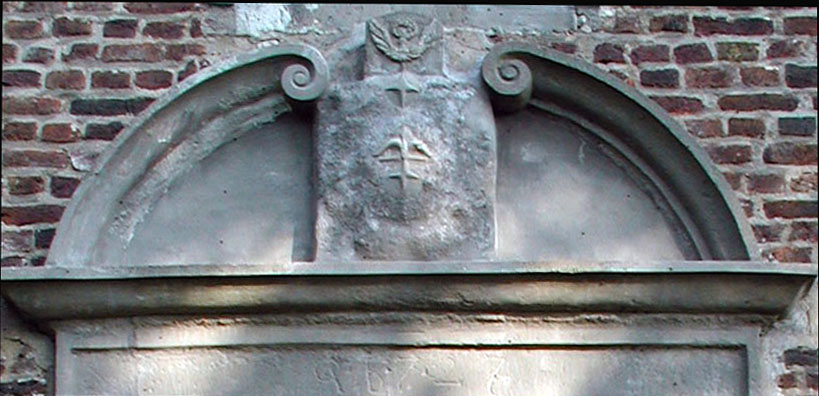
Geistl. Wappen des Klosters

Von den Klostergebäuden blieb nur ein Teil als Unterbau des
Äbtissinnenhauses, des späteren Försterhauses, erhalten.
Die Jahreszahl 1789 im Torbogen und ein Steinwappen mit der Jahreszahl 1729 über der Haustür, mehr blieb an Bausubstanz nicht erhalten. Eine barocke Triumphkreuzgruppe aus der ehemaligen Klosterkirche steht heute in der Pfarrkirche St. Katharina in Alt-Hürth.
Die letzte urkundlich erwähnte Äbtissin des Klosters war Bernadine Kesselkaul. Bei der Urkunde handelt es sich um eine letzte klösterliche Verpachtung der Klostermühle im Jahre 1794.

## Heutige Situation

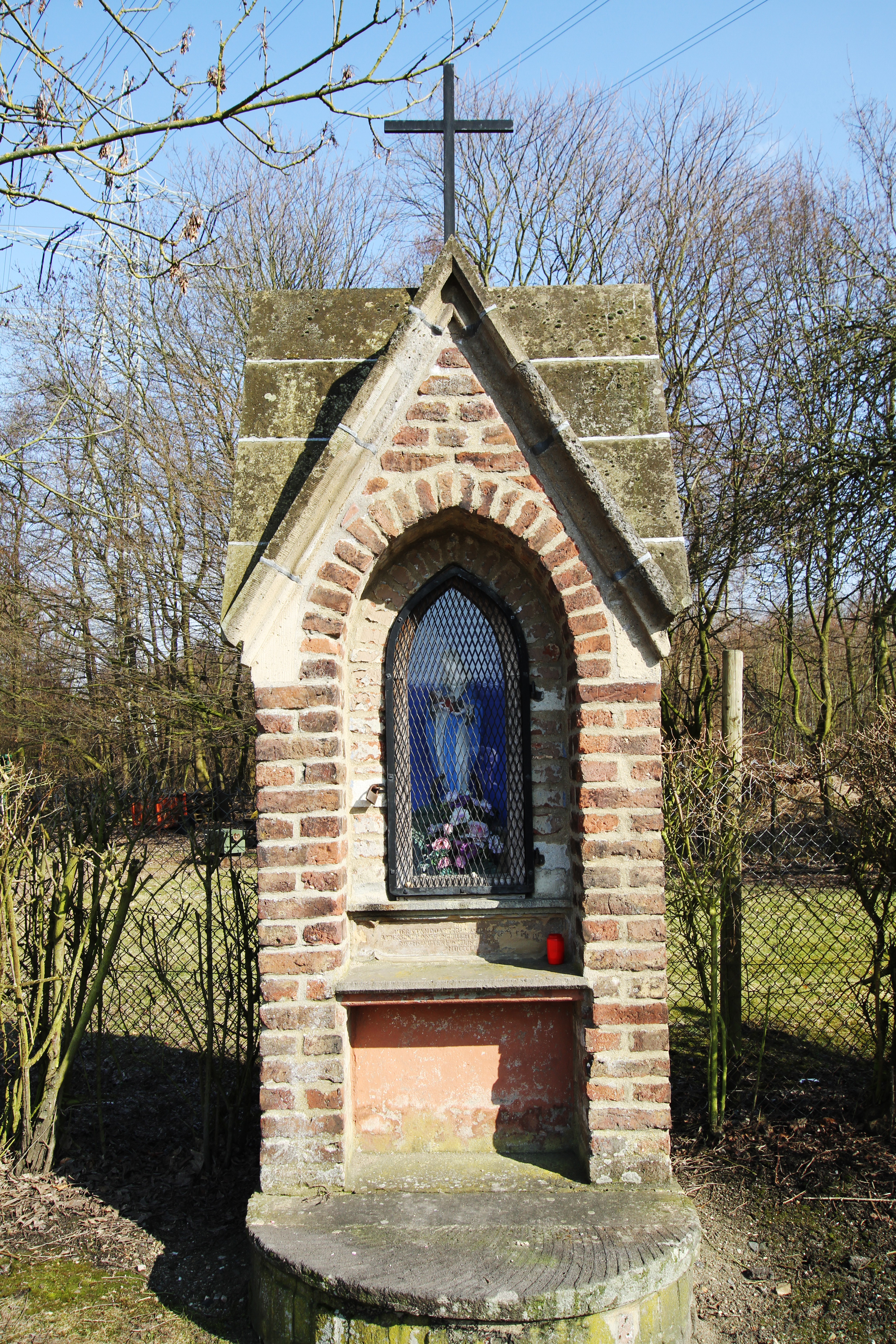
Bildstock von 1852

Dort, wo die Kirche stand, errichteten die letzten Pächter von Hof und Mühle (eine der ehemals 16 Mühlen im Raum Hürth), die Eheleute Füngeling und Anna Gertrud Simon, ein Bilderstöckchen mit einer Statue der Mutter Gottes.
Der Bilderstock trägt die Inschrift:
Deo: Hier stand das [fälschlich zugeordnet] Benediktinerkloster
Zu dessen Erinnerung errichteten
dies Denkmal die Eheleute W. Füngeling und A. Simon
M D CCC L II
Aufgrund seiner Baufälligkeit konnte das Äbtissinnen- oder Forsthaus über Jahre nur provisorisch genutzt werden. 1990 wurde es sehr aufwändig renoviert.